# Nicollette Sheridan
Nicollette Sheridan (n. 21 noiembrie 1963, Worthing, Anglia, Regatul Unit) este o actriță americană. Și-a început cariera ca fotomodel înainte de a obține un rol în serialul TV de scurtă durată, Paper Dolls, difuzat de ABC în 1984, precum și în filmul de comedie romantică Aventura e sigură! (1985). A devenit cunoscută ca Paige Matheson în serialul TV Vecinii (1986–1993), difuzat de CBS, pentru care a primit două premii Soap Opera Digest. Ulterior, Sheridan a apărut în roluri principale în numeroase filme de televiziune și miniseriale, inclusiv Lucky Chances (1990), Virus (1995) și Secretul vecinilor (1996). A apărut și în lungmetraje ca Piesa (1992), Spionul Dandana (1996), Ninja din Beverly Hills (1997) și Nume de cod: Agentu' de serviciu (2007).
Din 2004 până în 2009, Sheridan a interpretat rolul Edie Britt în serialul de televiziune Neveste disperate, difuzat de ABC, pentru care a fost nominalizată la Premiul Globul de Aur pentru cea mai bună actriță în rol secundar (tv) în 2005. Din 2018 până în 2019, a interpretat-o pe Alexis Carrington în serialul Dinastia de pe canalul The CW.

## Biografie
Sheridan s-a născut în Worthing, Anglia, ca fiică a actriței Sally Adams (născută în 1947, Bognor Regis, West Sussex, Regatul Unit), care a născut-o la vârsta de 17 ani. Când Sheridan a avut mai puțin de un an, tatăl ei a părăsit familia și de atunci nu l-a mai văzut.
În 1969, mama sa, Sally, a apărut în filmul cu James Bond, În slujba Majestății Sale, în rolul unuia dintre „Îngerii morții” ai lui Blofeld (a fost menționată în generic ca Dani Sheridan). Acolo, Sally l-a întâlnit pe actorul care l-a interpretat pe Blofeld, Telly Savalas, care a devenit în cele din urmă soțul ei de facto și tatăl vitreg al lui Sheridan. Sally a devenit cunoscută apoi ca Sally Savalas.
Sheridan a emigrat în Statele Unite din Regatul Unit în 1973, la 10 ani.
Sheridan și-a început cariera ca fotomodel, apărând în paginile revistei Vogue și pe coperta revistei Cosmopolitan, fotografiată de Francesco Scavullo⁠(d). Ca adolescentă, a apărut într-o reclamă TV la Martini, livrând băutura pe străzile din Los Angeles pe role. În 1984, a debutat în actorie în scurta telenovelă, Paper Dolls, difuzată de ABC în primetime (de maximă audiție). Serialul a fost anulat după o jumătate de sezon, iar în 1985, Sheridan a apărut în filmul de comedie romantică The Sure Thing (Aventura e sigură!). Mai târziu în acel an, a fost distribuită în episodul pilot al unei alte telenovele primetime de pe ABC, Dark Mansions⁠(d), programat ca o combinație între Dynasty și Dark Shadows⁠(d). Episodul pilot a fost difuzat ca film de televiziune în 1986, dar serialul programat a fost anulat.
În 1986, Sheridan s-a alăturat distribuției telenovelei primetime Knots Landing, difuzată de CBS, în rolul frumoasei Paige Matheson. La început rolul a fost secundar, dar a devenit o prezență regulată în serial din sezonul 1988–1989. Sheridan a apărut în serial în toate cele șapte sezoane, până la sfârșitul acestuia în 1993. Pentru acest rol, a primit premiul Soap Opera Digest din 1990 pentru cea mai bună actriță în primetime și premiul Soap Opera Digest din 1991 pentru cea mai bună eroină în primetime. În același an, a fost numită una dintre „cele mai frumoase 50 de persoane (din revista) People.
În anii 1990, Sheridan a apărut într-o serie de filme de televiziune. În 1990, a jucat în Legea iubirii și a interpretat-o pe Lucky Santangelo în Când surâde șansa, adaptarea televizată a Lucky Chances⁠(d) de Jackie Collins⁠(d). În anii următori, a avut roluri importante în Somebody's Daughter⁠(d) (1992), Time to Heal⁠(d) (1994), Shadows of Desire⁠(d) (1994), Virus (1995), Silver Strand⁠(d) (1995), The People Next Door⁠(d) (1996), Murder in My Mind⁠(d) (1997), Dead Husbands⁠(d) (1998), The Spiral Staircase⁠(d) (2000), Haven't We Met Before?⁠(d) (2002), Deadly Betrayal (2003) și Intuiție periculoasă (2004). În ciuda rolurilor sale principale în televiziune, cariera sa cinematografică a fost limitată. În 1992, a jucat alături de Carol Burnett și Michael Caine în comedia Piesa (Noises Off), iar ulterior a apărut în doar două filme de studio: Spionul Dandana (1996) alături de Leslie Nielsen și Ninja din Beverly Hills (1997) cu Chris Farley în rol principal. În plus, Sheridan a dat audiții pentru două roluri principale desitcom, ca Rachel Green în Prietenii tăi și Grace Adler în Will & Grace, cu toate că aceste roluri au revenit în cele din urmă actrițelor Jennifer Aniston și respectiv Debra Messing⁠(d). Cu toate acestea, Sheridan a avut o apariție ca invitată alături de Messing în 2003.

### Neveste disperateși procesul

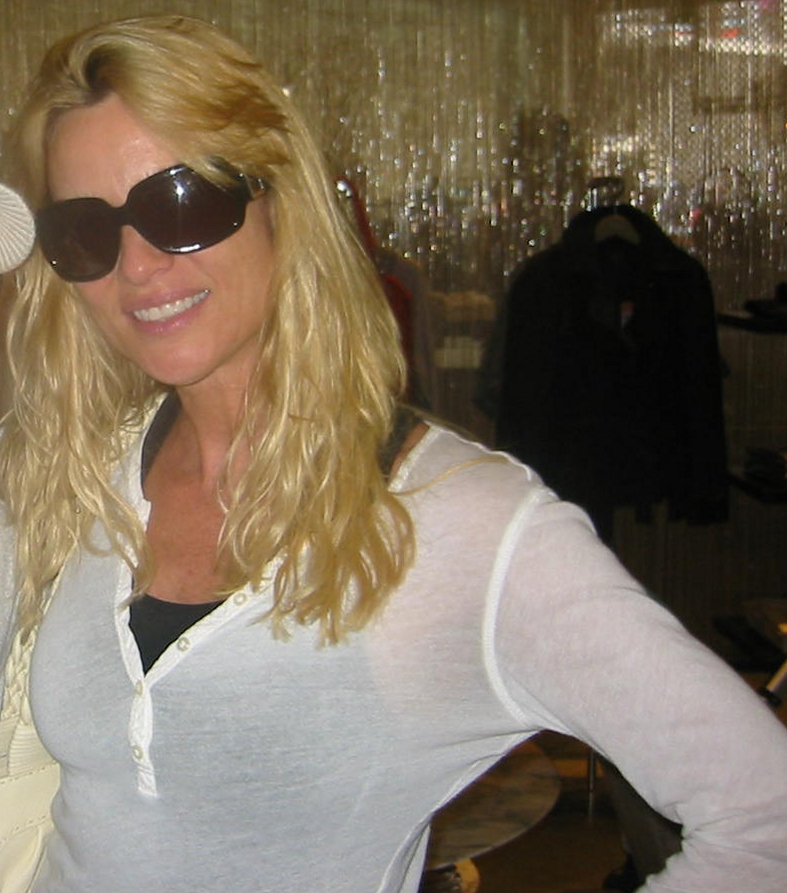
Nicollette Sheridan

În 2004, Sheridan a fost distribuită în rolul Edie Britt în serialul de comedie dramatic Neveste disperate (Desperate Housewives), difuzat de ABC. Personajul a fost scris inițial ca un rol secundar în serial. Sheridan a dat o probă pentru Bree Van de Kamp⁠(d), unul dintre rolurile mai importante din serial. La 15 noiembrie 2004, Sheridan (ca personajul Britt) a apărut alături de jucătorul NFL Terrell Owens⁠(d) într-o scenetă introductivă a episodului Monday Night Football⁠(d) din acea seară. Unii observatori au criticat sceneta ca fiind prea sugestivă sexual, iar ABC și-a cerut ulterior scuze pentru transmisia ei. La 14 martie 2005, Comisia Federală pentru Comunicații⁠(d) a decis că sceneta nu a încălcat standardele de decență, deoarece nu a conținut nuditate flagrantă sau limbaj vulgar. Sheridan a fost nominalizată la Premiul Globul de Aur din 2005 pentru cea mai bună actriță în rol secundar (tv) și s-a clasat pe locul 48 în lista revistei Maxim din 2006 cu cel mai fierbinți 100 de persoane. În februarie 2009, în timpul celui de-al cincilea sezon al serialului, Sheridan și-a anunțat retragerea din Neveste disperate. Episodul ei de retragere a fost difuzat în aprilie 2009, când personajul său, Edie Britt, a fost ucis.  Spre deosebire de celelalte personaje principale care au fost ucise de-a lungul anilor în Neveste disperate, Sheridan nu a apărut în ultimul episod al serialului, difuzat în mai 2012.
În aprilie 2010, Sheridan a intentat un proces de 20 de milioane de dolari americani împotriva creatorului și producătorului serialului Neveste disperate, Marc Cherry⁠(d), și a televiziunii ABC⁠(d), susținând că a fost agresată de Cherry pe platourile de filmare și apoi concediată după ce a raportat presupusul abuz postului de televiziune. La proces, Sheridan a invocat concediere abuzivă, agresiune și vătămare corporală, violența împotriva femeilor, discriminare pe bază de sex, orientare sexuală și vârstă și provocare intenționată de suferință emoțională. De asemenea, a susținut că Cherry a fost abuzivă și față de alți membri ai distribuției și scenariști. Cei de la ABC au răspuns declarând că, cu toate nu știau de această plângere, au investigat afirmații similare făcute de Sheridan și, se pare, le-au considerat nefondate. Vedetele serialului, Teri Hatcher, Felicity Huffman, Marcia Cross⁠(d) și Eva Longoria, au promis că îl vor sprijini pe Cherry în lupta sa împotriva acuzațiilor lui Sheridan.
În mai 2011, un judecător a acordat permisiunea ca dosarul să continue, dar a respins acuzațiile lui Sheridan de hărțuire. Cazul a ajuns în instanță la 27 februarie 2012. Cherry a afirmat că presupusa agresiune a fost de fapt o lovitură ușoară în cap cu degetele, în timpul repetițiilor, când i-a arătat lui Sheridan cum ar trebui să joace o glumă fizică într-o scenă. El a mai declarat că decizia de a-i elimina personajul a fost deja aprobată în mai 2008 (cu câteva luni înainte de presupusul incident de lovire din septembrie 2008) datorită, în parte, necesității de a reduce bugetul emisiunii. În plus, a menționat comportamentul neprofesionist al lui Sheridan pe platourile de filmare (cum ar fi întârzierile dese, necunoașterea replicilor și certurile cu colegii ei de platou). La 13 martie 2012, judecătorul a respins acuzația de agresiune fizică împotriva lui Cherry din lipsă de dovezi, iar procesul s-a concentrat apoi exclusiv pe presupusa concediere abuzivă a lui Sheridan de către ABC. Pledoariile finale au fost audiate la 14 martie 2012, când juriul și-a început deliberările. Până la 19 martie 2012, juriul nu a reușit să ajungă la un verdict și a fost anulat procesul.
Un proces nou a fost programat pentru septembrie 2012, dar acesta a fost respins în august, când Curtea de Apel din Los Angeles a stabilit că Sheridan nu a fost concediată pe nedrept. Instanța a respins argumentul aceteia conform căruia decizia ABC de a nu-i reînnoi contractul pentru încă un sezon a fost similar cu o încălcare a angajării la cerere. Instanța a argumentat că, spre deosebire de un angajat cu contract pe durată determinată, al cărui contract putea rămâne în vigoare pe termen nelimitat, contractul lui Sheridan era pe o perioadă determinată care expirase, așa că ABC nu o concediase, ci pur și simplu a ales să nu o reangajeze pentru un alt contract pe durată determinată. Cu toate acestea, instanța a declarat că Sheridan era liberă să înceapă un proces modificat, susținând că ABC a demarat represalii împotriva sa pentru că s-a plâns de condițiile de muncă nesigure. Un alt apel făcut de Sheridan la Curtea Supremă din California a fost respins în noiembrie 2012. Un nou proces bazat exclusiv pe acuzația de represalii a fost stabilit pentru decembrie 2013, dar și acesta a fost respins în octombrie 2013 de un judecător care a declarat că Sheridan ar fi trebuit să-și epuizeze acțiunile prin intermediul unui comisar al muncii înainte de a intenta un proces. O nouă încercare a lui Sheridan de a intenta un nou proces a fost refuzată la 16 ianuarie 2014, însă același judecător și-a anulat decizia la 29 ianuarie 2014 și i-a acordat actriței un nou proces. Această decizie a fost ulterior anulată în august 2014 de Curtea de Apel din Los Angeles, care a constatat că decizia judecătorului de a-i acorda lui Sheridan un nou proces a fost eronată.

### Lucrări ulterioare
În 2010, Sheridan a fost distribuită într-un episod pilot de comedie fără titlu, difuzat de CBS, în rolul unei mame care se luptă cu fostul ei soț britanic (interpretat de Paul Kaye) pentru a-și face vedetă fiica adolescentă, dar serialul nu a fost preluat. În septembrie 2010, Sheridan a jucat în filmul Hallmark Channel, Singur în luna de miere, a cărui acțiune se petrece în Irlanda. Filmul a avut premiera pe Hallmark Channel la 13 august 2011.
În 2013, ea a jucat și a produs un alt film Hallmark, intitulat Spiritul Crăciunului.
Într-un interviu din noiembrie 2013, Sheridan a anunțat că speră să găsească o rețea pentru un serial de comedie de jumătate de oră, pe care îl scrie în prezent. A mai jucat în două filme independente de comedie, Cum să-ți găsești soția perfectă (Jewtopia, 2012) și Cum să scapi nepedepsit (Let's Kill Ward's Wife, 2014). În 2016, a apărut într-un aly film Hallmark, intitulat All Yours.
La 28 noiembrie 2017, s-a anunțat că Sheridan este distribuită în remake-ul serialului Dinastia de pe The CW în rolul Alexis Morell Carrington, un rol interpretat de Joan Collins⁠(d) în serialul original. Mark Pedowitz⁠(d), președintele The CW, care a fost președinte al ABC Studios⁠(d) în timpul implicării lui Sheridan în serialul Neveste disperate, a sunat-o personal în legătură cu acest rol. El a spus: „Am fost un mare fan al lui Nicollette de mult timp. Ea și-a dorit rolul și va fi grozavă.” A primit recenzii pozitive pentru debutul ei ca Alexis și a fost promovată la statutul de personaj principal în al doilea sezon. The CW a anunțat la 25 februarie 2019 că Sheridan va părăsi Dinastia pentru a se concentra pe „anumite responsabilități familiale personale”. Sheridan a afirmat în propria sa declarație că pleacă pentru a petrece mai mult timp cu mama ei, aflată în stadiu terminal, în Los Angeles. Ultima apariție a fost în episodul „Exces de protecție maternă”.
La 3 octombrie 2023, s-a dezvăluit că Sheridan va apărea în filmul Lifetime, Ladies of the '80s: A Divas Christmas. Conform sinopsis-ului oficial, filmul prezintă cinci dive de telenovele care se pregătesc pentru o reuniune și care se joacă de-a Cupidonul în timpul Crăciunului pentru a-i reuni pe regizor și producător, în timp ce învață cu toții semnificația adevăratului spirit al Crăciunului. Distribuția este alcătuită din Sheridan, Loni Anderson⁠(d), Linda Gray, Morgan Fairchild și Donna Mills⁠(d), aceasta din urmă a mai apărut alături de Sheridan în Paper Dolls, respectiv în Knots Landing.

## Viață personală
În anii 1980, Sheridan a avut o relație cu idolii adolescenți Leif Garrett⁠(d) și Scott Baio⁠(d). La 7 septembrie 1991, s-a căsătorit cu actorul Harry Hamlin, colegul ei de platou din filmul de televiziune din 1990, Legea iubirii. Hamlin a depus o cerere de divorț la 21 august 1992, menționând data despărțirii lor ca fiind 13 iulie. Din iulie 1992 până în septembrie 1995, Sheridan a avut o relație cu cântărețul Michael Bolton. Apoi a avut o relație de trei ani cu australianul Simon Main, o relație care s-a încheiat în 2000, când Main a fost condamnat la patru ani de închisoare pentru trafic de ecstasy.
Apoi a început să se întâlnească cu antrenorul personal suedez Nicklas Söderblom⁠(d) în 2004 cu care s-a logodit în ajunul Anului Nou; cei doi au anulat logodna în octombrie 2005.
În octombrie 2005, Sheridan a fost la o ședință foto de cinci zile în Australia și s-a întâlnit cu fostul ei iubit, Main, după eliberarea acestuia din închisoare. În decembrie 2005, ea a avut o nouă relație romantică cu Bolton. Sheridan și Bolton și-au anunțat logodna în martie 2006. Sheridan și Bolton au înregistrat un duet, piesa care dă titlul albumului lui Bolton din 2006, Bolton Swings Sinatra: The Second Time Around⁠(d). În martie 2008, Sheridan a pozat nud pentru o reclamă caritabilă pentru compania London Fog, în care îl prezenta și pe Bolton. Sheridan și Bolton au rupt logodna în august 2008.
Sheridan s-a căsătorit cu Aaron Phypers în decembrie 2015, dar cuplul s-a despărțit șase luni mai târziu. Divorțul lor a fost finalizat în august 2018.
Sheridan și-a lansat propria gamă de produse de îngrijire a pielii în 2019, Biolumière Organics.

## Filmografie

### Filme de cinema
| An   | Titlu                             | Rol                            | Note                                                |
| ---- | --------------------------------- | ------------------------------ | --------------------------------------------------- |
| 1985 | The Sure Thing⁠(d)                 | the "sure thing"               |                                                     |
| 1989 | Dirty Tennis⁠(d)                   | Herself                        | Direct-pe-video; scurtmetraj, cu Dick Van Patten⁠(d) |
| 1992 | Noises Off                        | Brooke Ashton/Vicki            |                                                     |
| 1996 | Spy Hard                          | Veronique Ukrinsky, Agent 3.14 |                                                     |
| 1997 | Beverly Hills Ninja⁠(d)            | Allison Page/Sally Jones       |                                                     |
| 1998 | I Woke Up Early the Day I Died⁠(d) | Ballroom Woman                 | Cameo                                               |
| 2000 | Raw Nerve⁠(d)                      | Izabel Sauvestre               |                                                     |
| 2002 | .com for Murder⁠(d)                | Misty Brummel                  | Direct-pe-video                                     |
| 2002 | Tarzan & Jane⁠(d)                  | Eleanor                        | Direct-pe-video; voce                               |
| 2003 | Lost Treasure                     | Carrie                         | Direct-pe-video                                     |
| 2007 | Code Name: The Cleaner⁠(d)         | Diane                          |                                                     |
| 2008 | Fly Me to the Moon⁠(d)             | Nadia                          | Voce                                                |
| 2009 | Noah's Ark: The New Beginning     | Zenna                          | Direct-pe-video; voce                               |
| 2011 | XXIT                              | Nikki Williams                 | Scurtmetraj                                         |
| 2012 | Jewtopia⁠(d)                       | Betsy O'Connell                |                                                     |
| 2014 | Let's Kill Ward's Wife⁠(d)         | Robin Peters                   | Cameo                                               |

### Televiziune
| An        | Titlu                                    | Rol                         | Note |
| --------- | ---------------------------------------- | --------------------------- | --- |
| 1984      | Paper Dolls⁠(d)                           | Taryn Blake                 | Rol principal |
| 1985      | Scene of the Crime                       | Liza                        | Sezonul 1, episodul 4: "Murder on the Rocks" |
| 1986–1993 | Knots Landing⁠(d)                         | Paige Matheson⁠(d)           | Rol principal Premiul Soap Opera Digest pentru cea mai bună actriță principală: Primetime⁠(d) (1990) Premiul Soap Opera Digest pentru cea mai bună eroină – Primetime⁠(d) (1991) |
| 1986      | Moartea joacă murdar                     | Hattie Stubbs               | Film TV |
| 1986      | Dark Mansions⁠(d)                         | Banda Drake                 | Film TV |
| 1990      | Deceptions⁠(d)                            | Adrienne Erickson           | Film TV |
| 1990      | Lucky/Chances⁠(d)                         | Lucky Santangelo⁠(d)         | Miniserial TV |
| 1991      | Paradise⁠(d)                              | Lily                        | Episodul: "Twenty-Four Hours" |
| 1992      | Somebody's Daughter⁠(d)                   | Sara                        | Film TV |
| 1994      | A Time to Heal⁠(d)                        | Jenny Barton                | Film TV |
| 1994      | Shadows of Desire⁠(d)                     | Rowena Ecklund              | Film TV |
| 1995      | Virus                                    | Marissa Blumenthal          | Film TV |
| 1995      | Indictment: The McMartin Trial⁠(d)        | Grace                       | Film TV; nemenționată |
| 1995      | Silver Strand⁠(d)                         | Michelle Hughes             | Film TV |
| 1996      | The People Next Door⁠(d)                  | Anna Morse                  | Film TV |
| 1997      | Murder in My Mind⁠(d)                     | Callain Pearson             | Film TV |
| 1997      | The Larry Sanders Show⁠(d)                | rolul ei                    | Sez. 5, ep. 6: "The Matchmaker" |
| 1997      | Knots Landing: Back to the Cul-de-Sac⁠(d) | Paige Matheson              | Film TV, nemenționată, cameo |
| 1998      | Dead Husbands⁠(d)                         | Alexandra Elston            | Film TV |
| 2000      | The Spiral Staircase⁠(d)                  | Helen Capel                 | Film TV |
| 2001      | The Legend of Tarzan⁠(d)                  | Eleanor                     | Voce, 26 de episoade |
| 2002      | Haven't We Met Before?⁠(d)                | Eliza/Kate/Emily Winton     | Film TV |
| 2003      | Static Shock⁠(d)                          | Darci Mason                 | Episodul: "Toys in the Hood" |
| 2003      | Deadly Betrayal                          | Donna Randal                | Film TV |
| 2003      | Will & Grace                             | Dr. Danielle Morty          | Episodul: "24" |
| 2003      | Becker                                   | Anna                        | Episodul: "A First Class Flight" |
| 2004      | Deadly Visions⁠(d)                        | Ann Culver                  | Film TV |
| 2004      | The Karate Dog⁠(d)                        | White Cat                   | Voce, film TV |
| 2004–2009 | Desperate Housewives                     | Edie Britt Williams⁠(d)      | Rol principal 92 de episoade (sez. 1–5) Premiul Screen Actors Guild pentru interpretare remarcabilă a unui ansamblu într-un serial de comedie⁠(d) (2005–09) Nominalizare—Premiul Globul de Aur pentru cea mai bună actriță în rol secundar (tv) (2005) Nominalizare—Premiul Gold Derby pentru cea mai bună actriță în rol secundar de comedie (2005, 2007) |
| 2011      | Honeymoon for One                        | Eve Parker                  | Film TV |
| 2013      | The Christmas Spirit⁠(d)                  | Charlotte Hart              | Film TV; și scenarist și producător executiv |
| 2016      | All Yours⁠(d)                             | Cass                        | Film TV; și producător executiv |
| 2018–2019 | Dynasty⁠(d)                               | Alexis Morell Carrington⁠(d) | Rol secundar (sezonul 1, 7 episoade) Rol principal (sezonul 2, 15 episoade) |
| 2023      | Ladies of the '80s: A Divas Christmas⁠(d) | Juliette Matheson           | Film TV |